# Smyths
Smyths (ook bekend als Smyths Toys Superstores) is een Ierse multinational die speelgoed, spellen en kinderentertainment verkoopt, met meer dan 297 winkels in Europa. In Nederland heeft de keten 4 winkels. Smyths is de grootste speelgoedretailer in het Verenigd Koninkrijk en Ierland.
Het bedrijf wordt geleid door de broers Tony, Padraig en Thomas Smyth. Hun vierde broer en directeur, Liam, overleed in juli 2023. 

## Geschiedenis
Smyths begon in 1935 als een familiekrantenwinkel aan Main Street in Claremorris, County Mayo (Ierland), en breidde in 1986 uit naar speelgoed. De oorspronkelijke winkel bleef tot eind 2023 open onder de naam Smyth's.